# Stockholmsvyerna i Suecia antiqua et hodierna

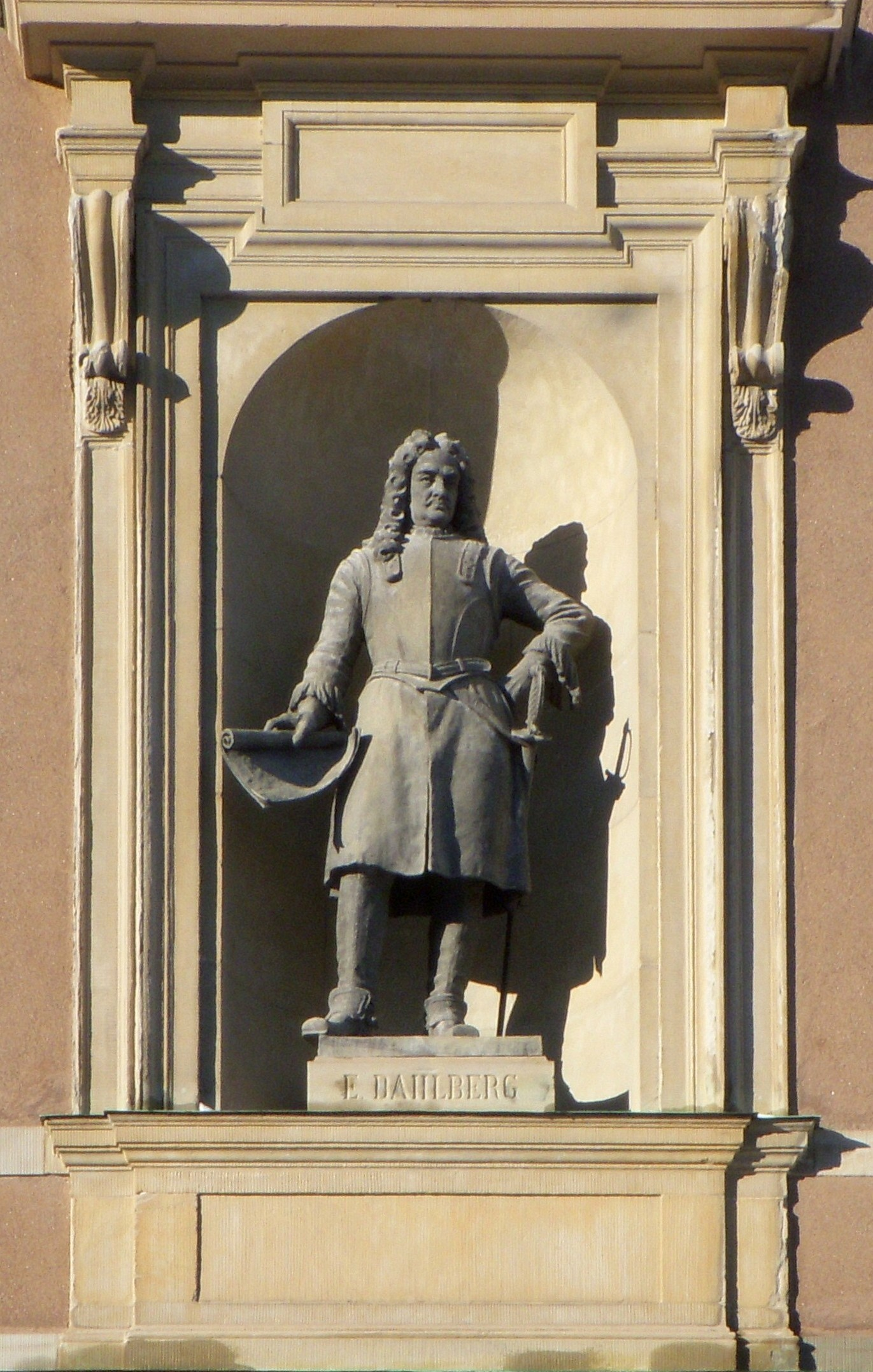
Staty av Erik Dahlbergh vid Stockholms slott.

Stockholmsvyerna i Suecia antiqua et hodierna är ett antal kopparstick som ingår i verket Suecia antiqua et hodierna, utfört ca 1660-1710 och publicerat på 1720-talet främst av Erik Dahlbergh i samarbete med bland andra gravören Johannes Aveelen, vilken signerat fem av stockholmsvyerna.
Vyerna av Stockholm är koncentrerade till verkets första band. Bladen 13 och 14 är panoramavyerna från öster och väster (se nedan), och dåtidens innerstad avbildas på 40 blad med nummer 15-55. Därtill återfinns ett flertal slott och herresäten i stadens närområden avbildade.
Teckningarna av Erik Dahlbergh som utgjorde förlagor till kopparsticken tecknades redan omkring 1660, men de flesta kopparsticken graverades först på 1690-talet. Teckningarna som idag förvaras på Carolina Rediviva kan jämföras med kopparsticken, där man ofta förbättrat detaljer, lagt in planerade byggprojekt och liknande för att helt enkelt förbättra intrycket av staden.

## Panoraman

### Stockholm från öster

Stockholm från öster.

En av de mer spridda stockholmsvyerna ur verket är Stockholm från öster (latin: Stokholmia Orientem versus), blad 13 i band 1, som visas här ovan. Utfört av Dahlbergh i samarbete med gravören Willem Swidde och tryckt i Stockholm 1693.
I en nyutgåva från 1975 återges följande kommentarer:
| ” | Denna stora kungliga huvud- och residensstad ligger på 42 graders longitud och 61 graders latitud i en ofruktbar och karg trakt — så att den ej utan orätt i detta rike skulle kunna jämföras med en människokropps mage, som icke tjänar till annat än att taga till sig och förtära vad man ger den utan att den av sig själv kan frambringa det minsta till sin näring — helt och hållet omgiven av höga berg och klippor, så att utlänningen, och särskilt de som komma från sjösidan eller över havet, tro att Sverige överallt liksom här är uppfyllt av sådana obevuxna och kala bergstoppar. | „ |

| ” | Amiralitetsholmen, som ligger nästan mitt i hamnen, är på alla sidor omgiven av så stora djup, att de allra största krigsfartyg, som föra omkring 80, 90 eller flera stycken, ja hela krigsflottan kan lägga till runt omkring alldeles inpå land och göra fast utan ankare, endast genom ett enkelt tåg vid några i klippan fastgjutna stora järnringar. Endast ett stenkast från land påträffas vattendjup på 18, 24 till 30 famnar eller mer... | „ |

### Stockholm från väster

Stockholm från väster.

Det andra panoramat bland stockholmsvyerna är Stockholm från väster, blad 14 i band 1, som visas här ovan. Utfört av Dahlbergh i samarbete med gravören Adam Perelle, och tryckt i Stockholm 1669.

## Enskilda byggnader (urval)

Stockholms slott
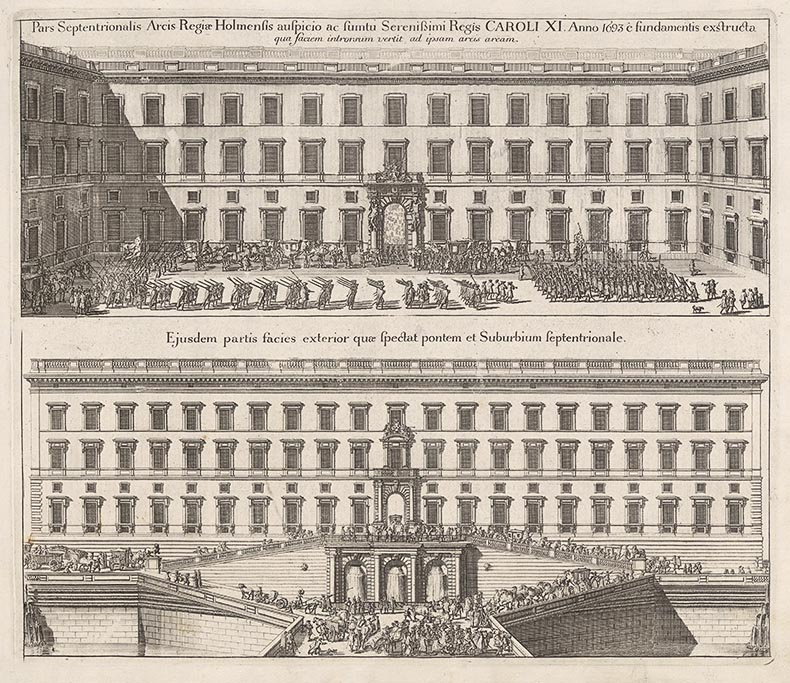
I.19 - slottets nya norra fasad
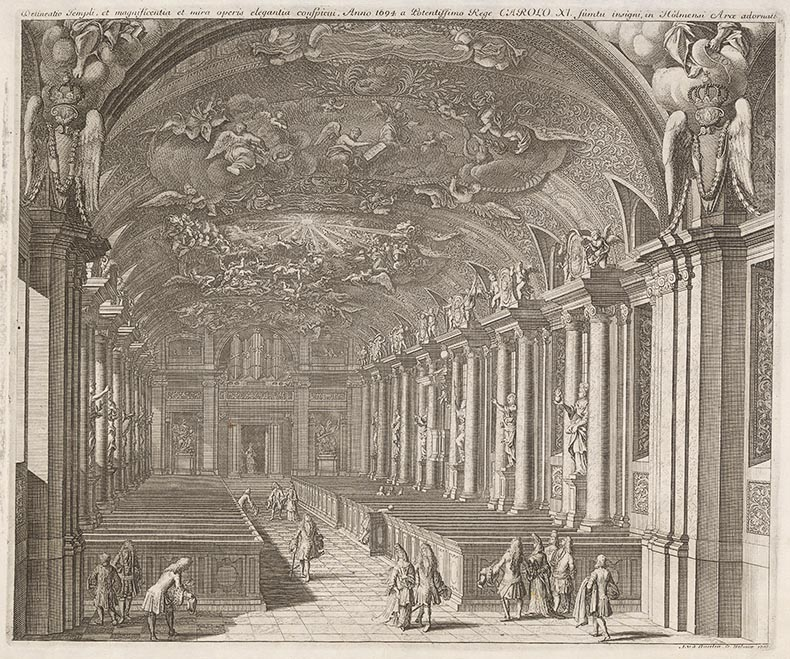
I.20 - den nya slottskyrkans interiör
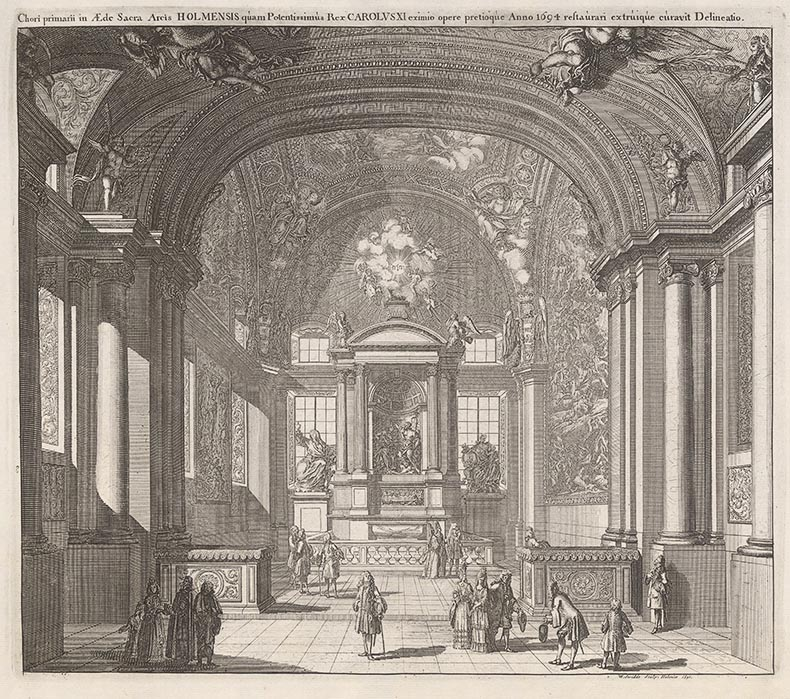
I.21 - slottskyrkans interiör
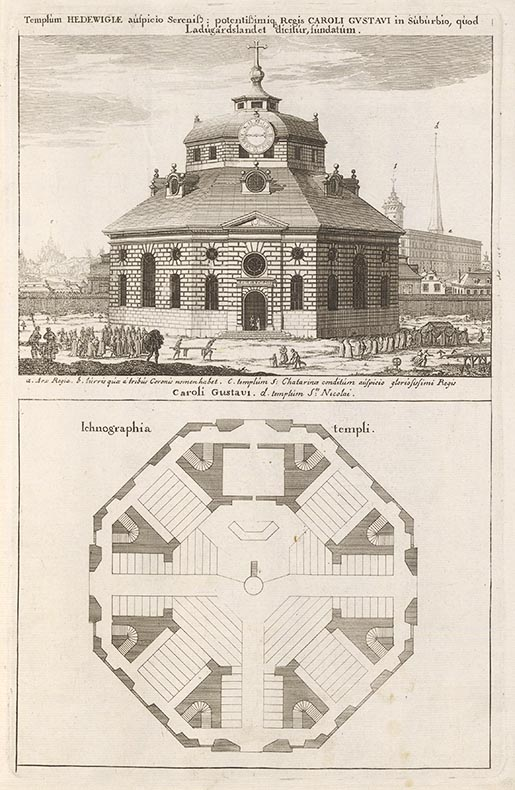
I.27 - från Hedvig Eleonora kyrka
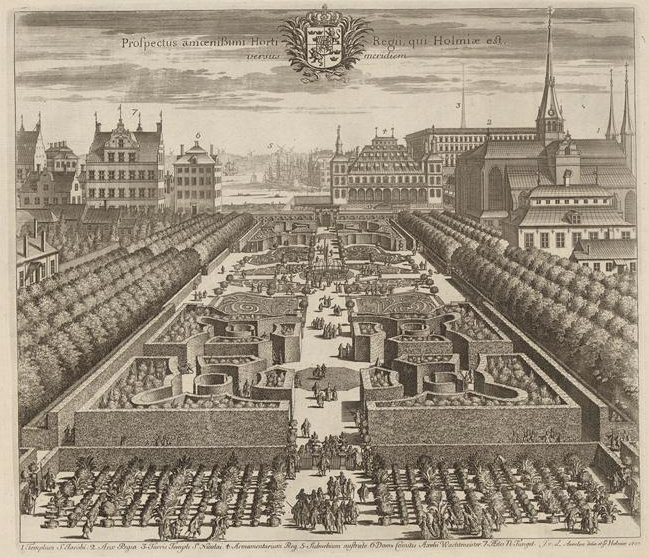
I.32 - från Kungsträdgården

Stadsholmen, Riddarholmen och malmarna
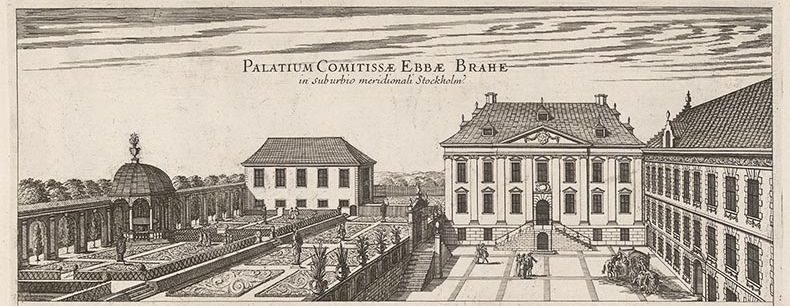
Ebba Brahes palats
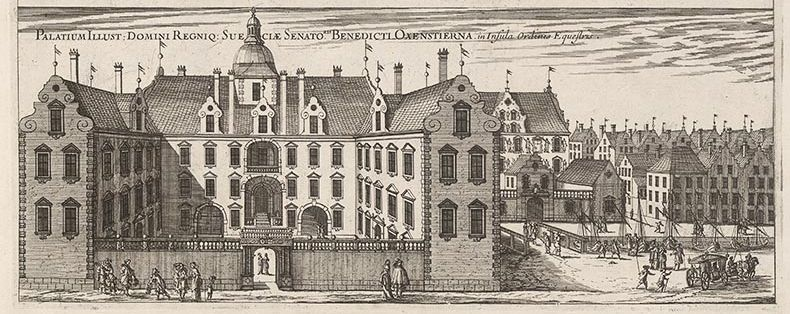
Hessensteinska palatset
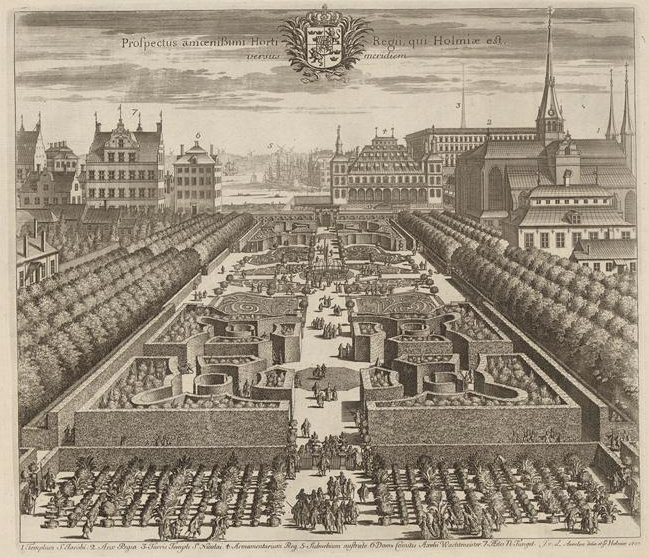
Kungsträdgården
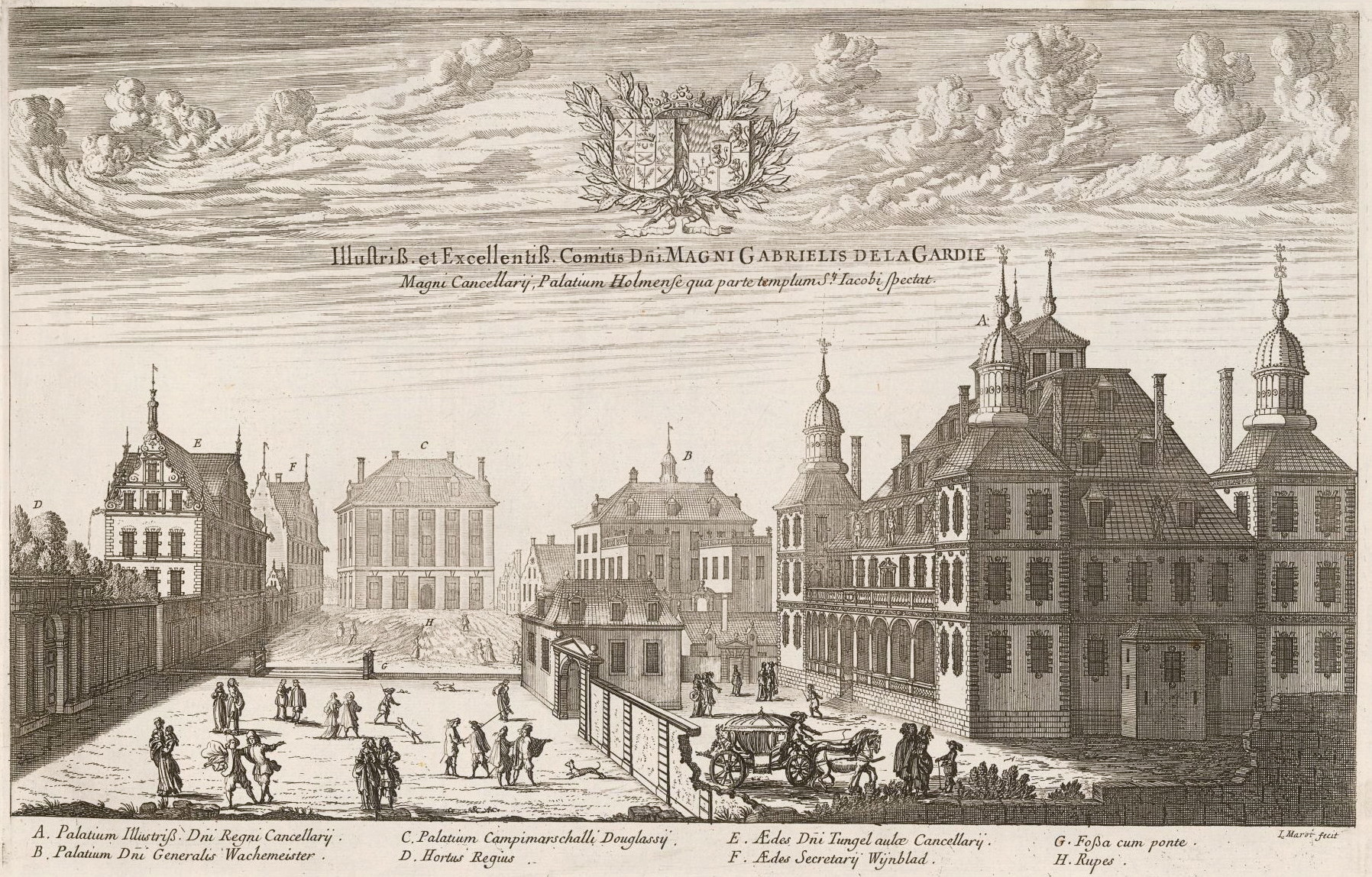
Makalös
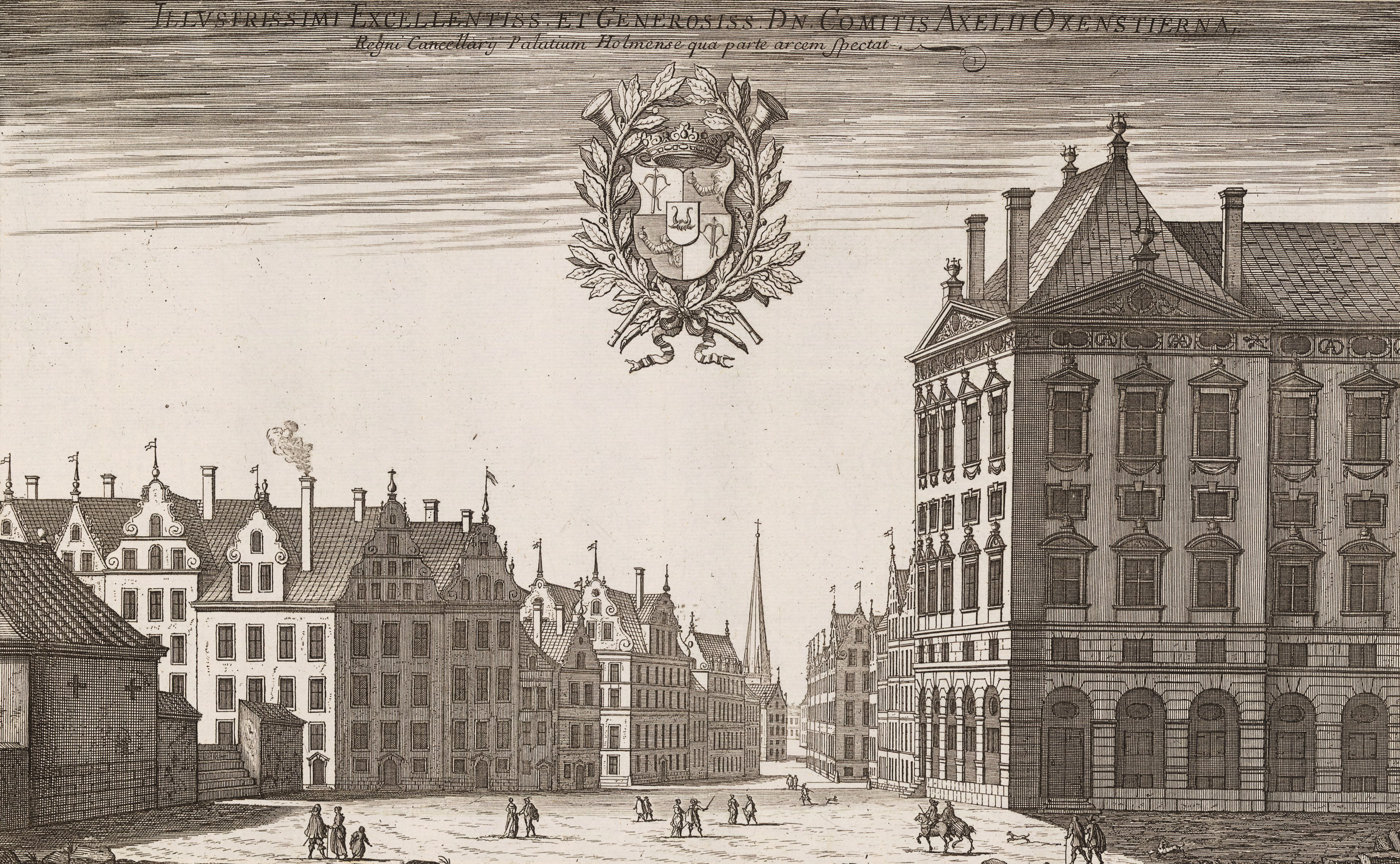
Oxenstiernska palatset
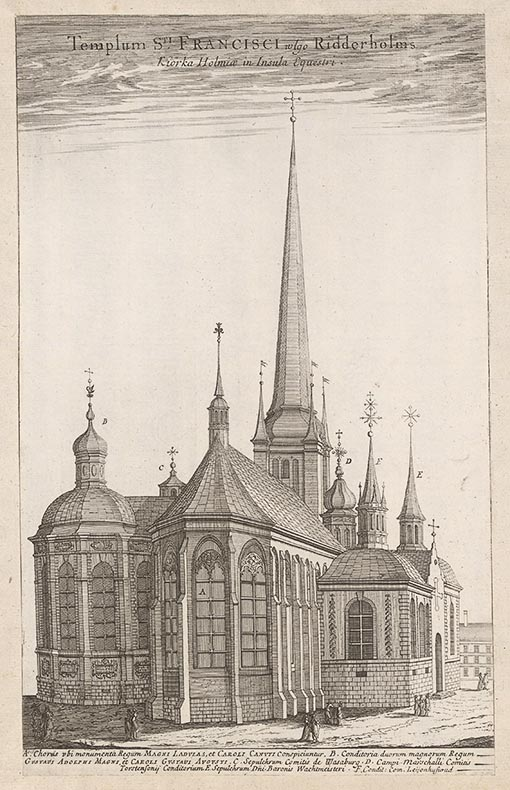
Riddarholmskyrkan
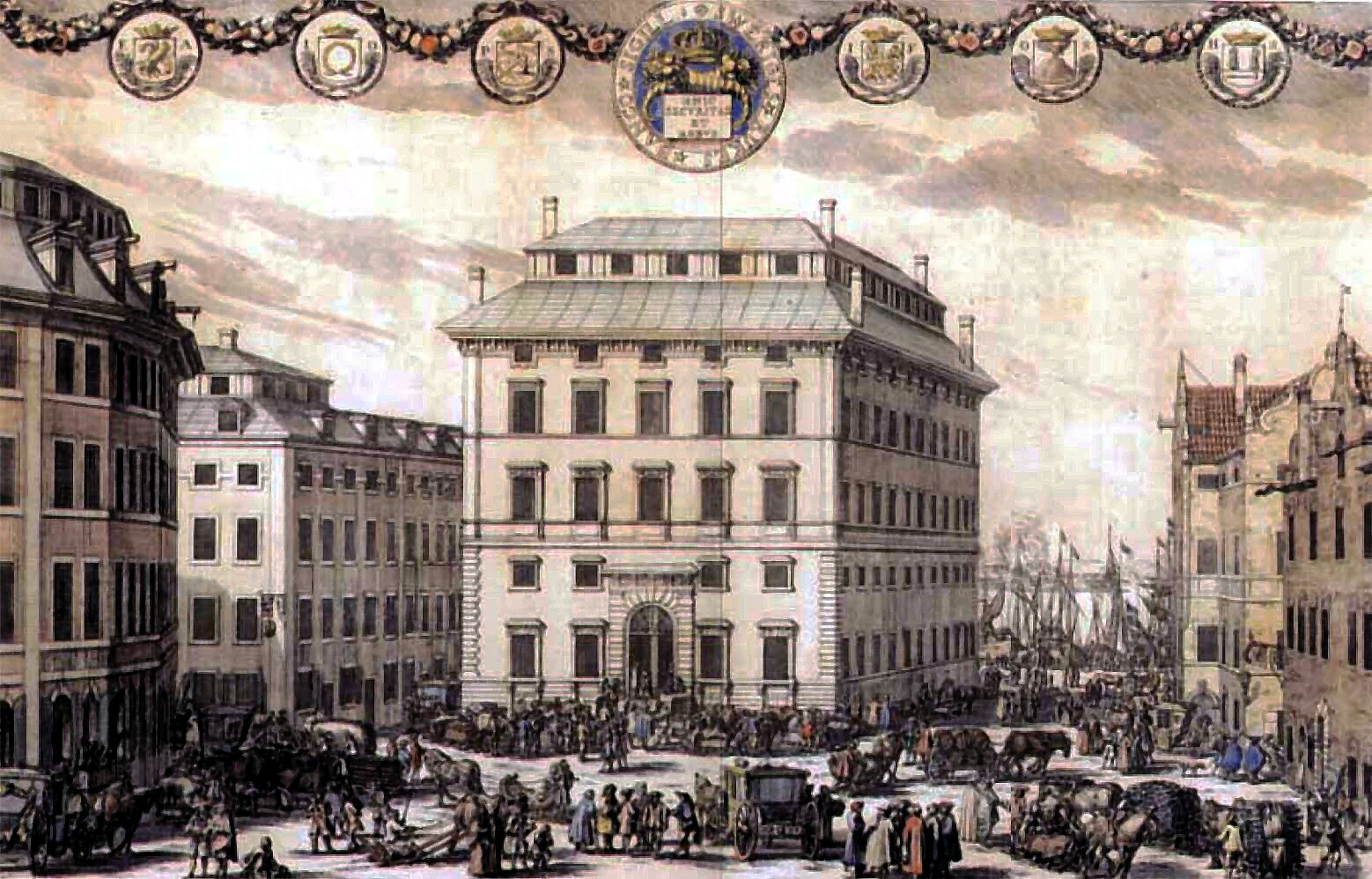
Södra Bankohuset
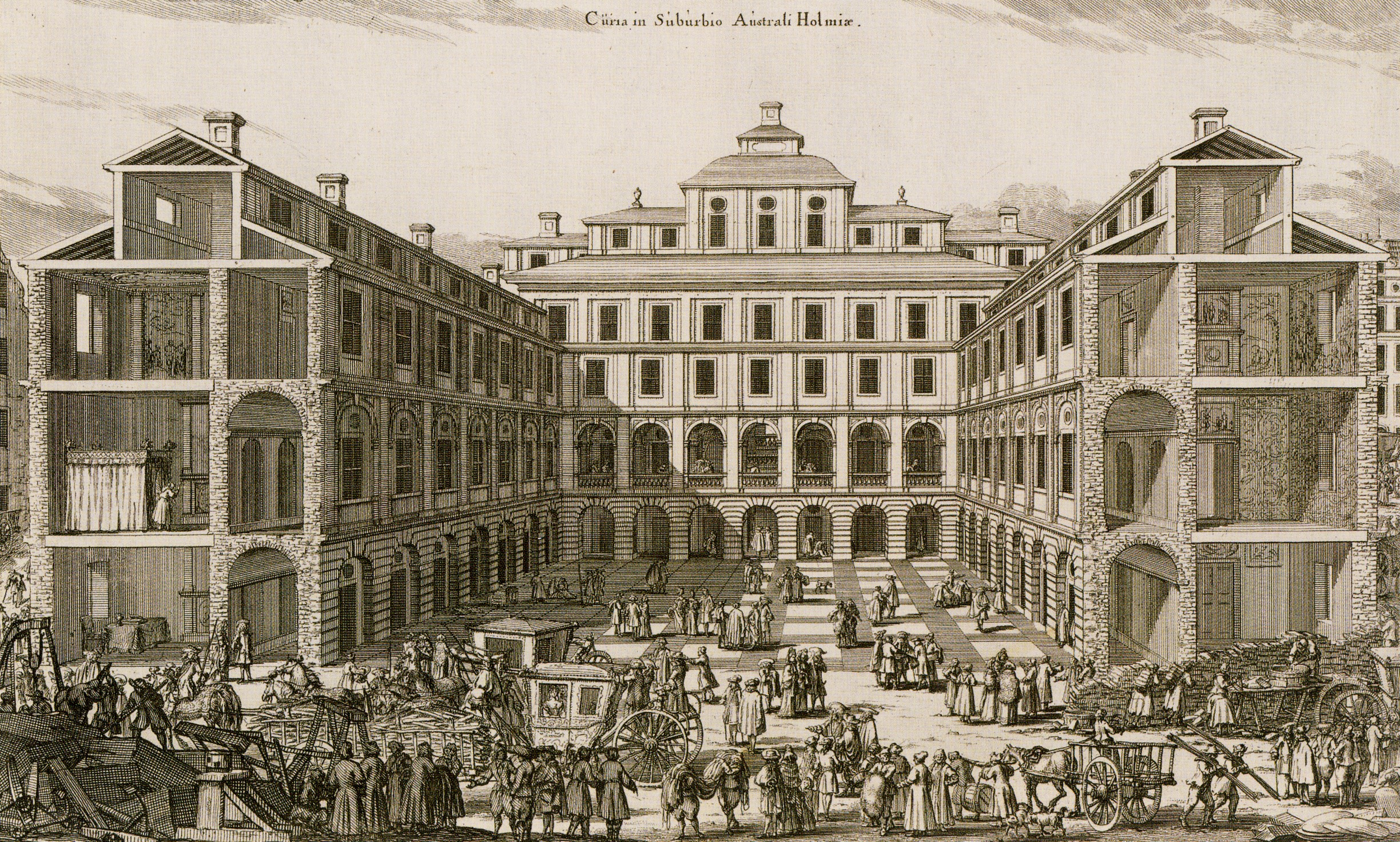
Södra stadshuset
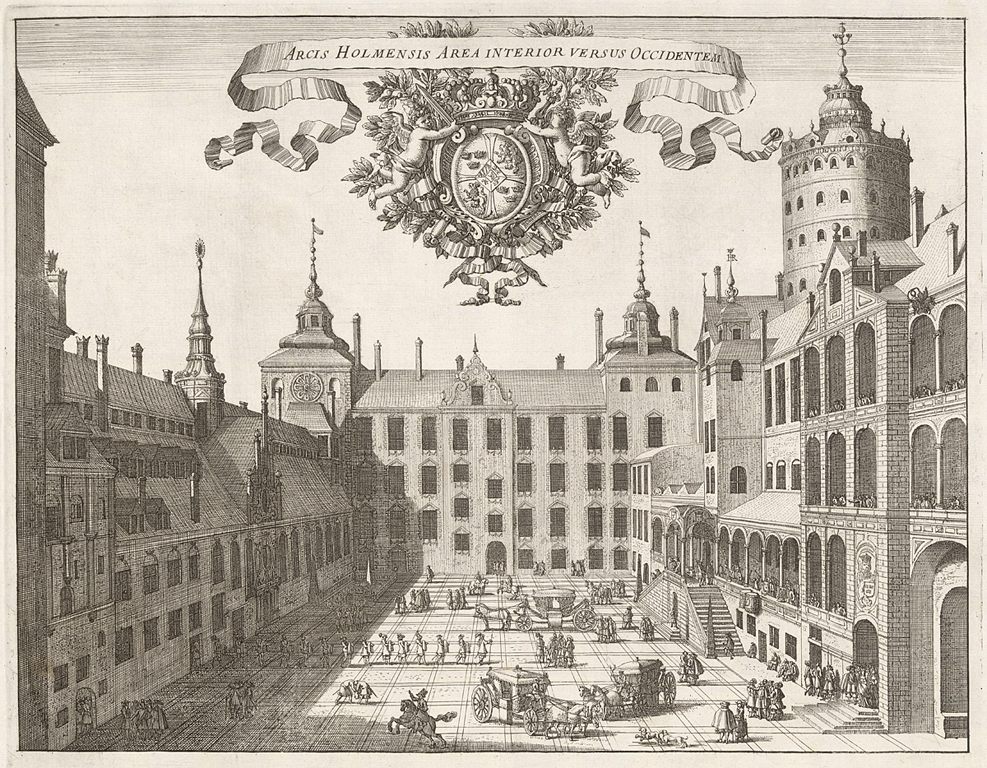
Tre Kronor
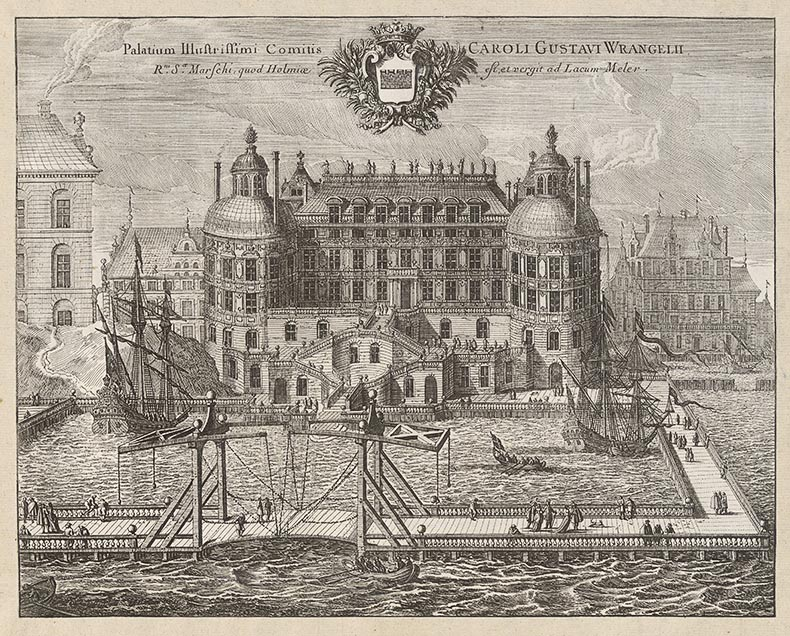
Wrangelska palatset
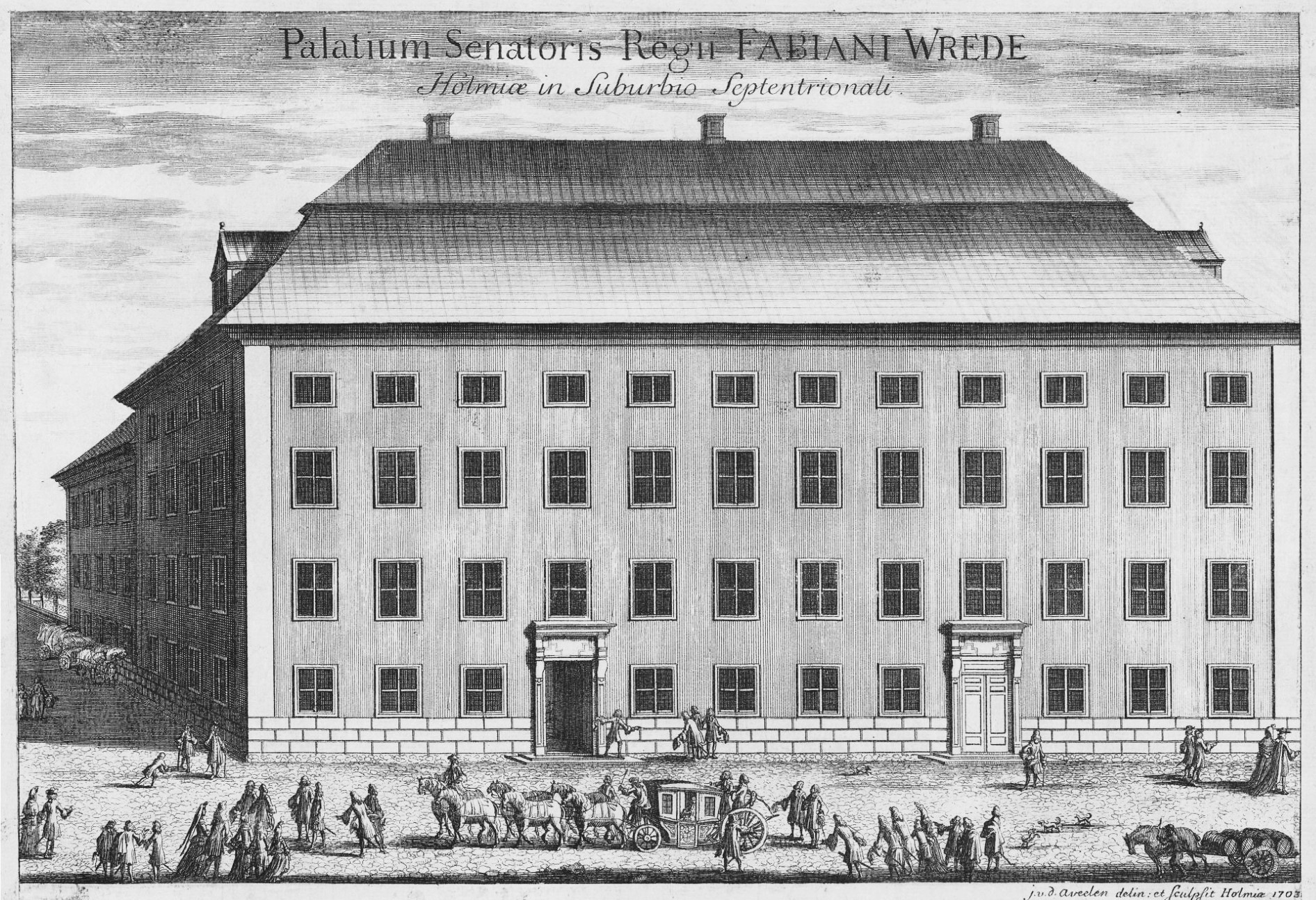
Wredeska palatset

## Omgivningar (urval)

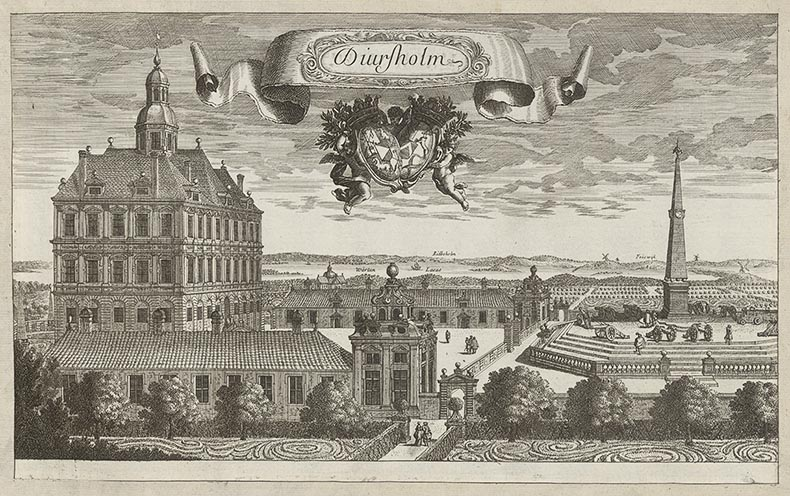
Djursholms slott
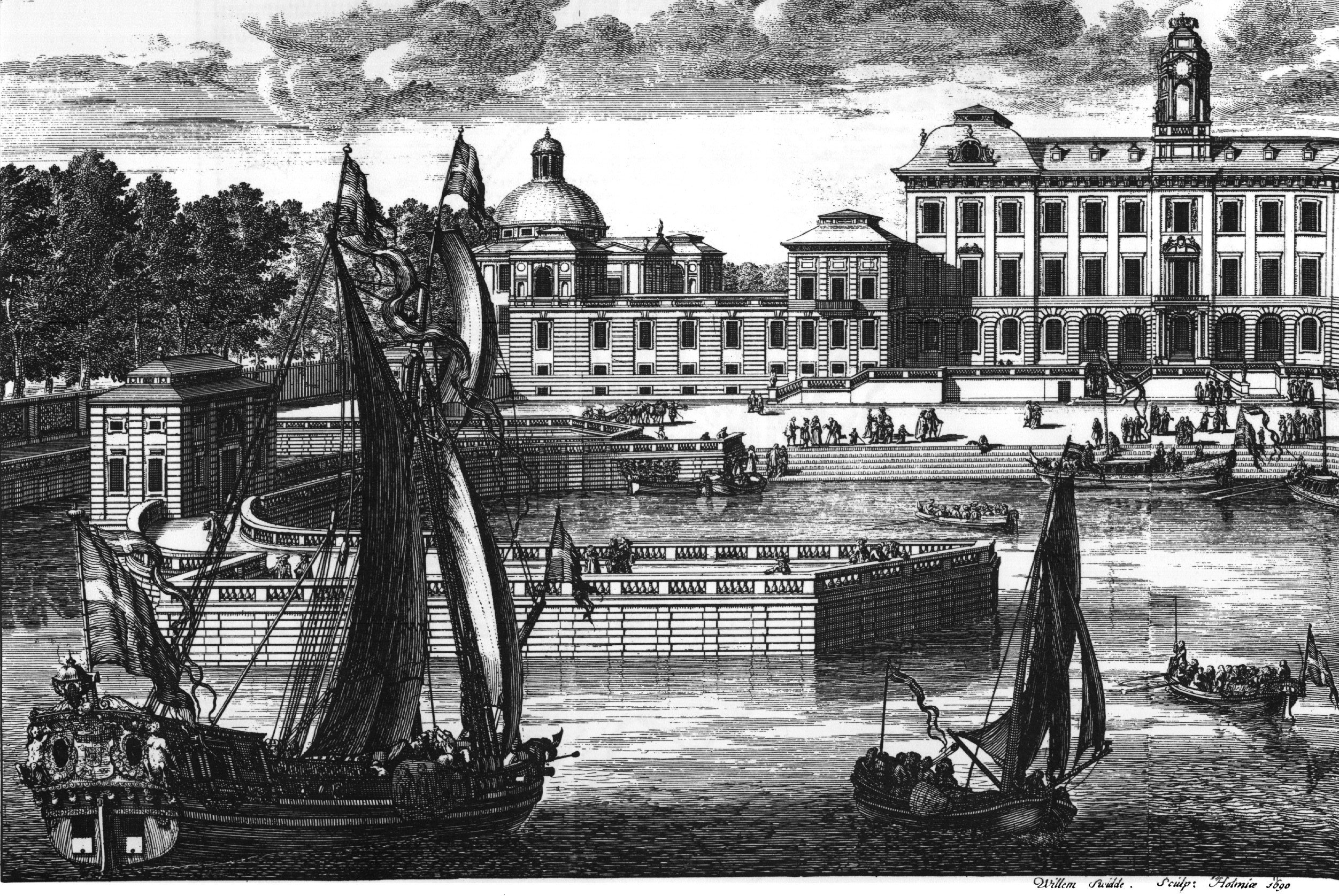
Drottningholms slott
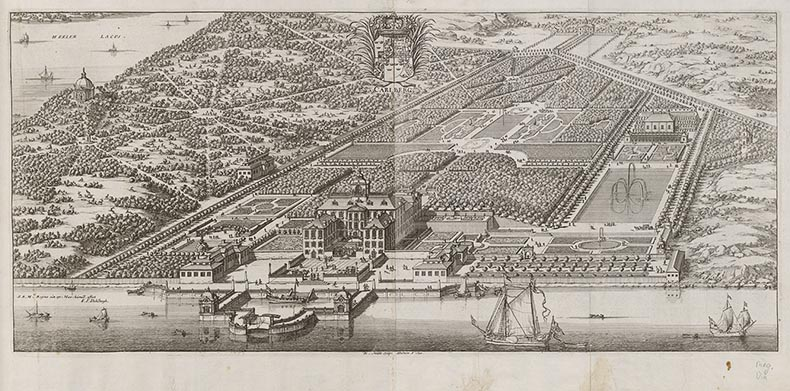
Karlbergs slott
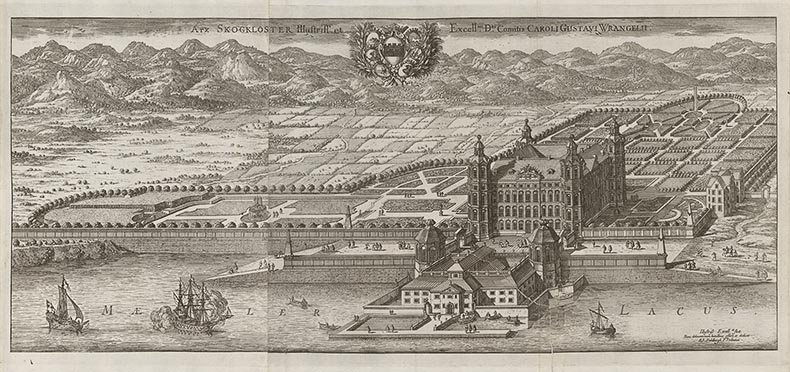
Skokloster slott

## Plagiat

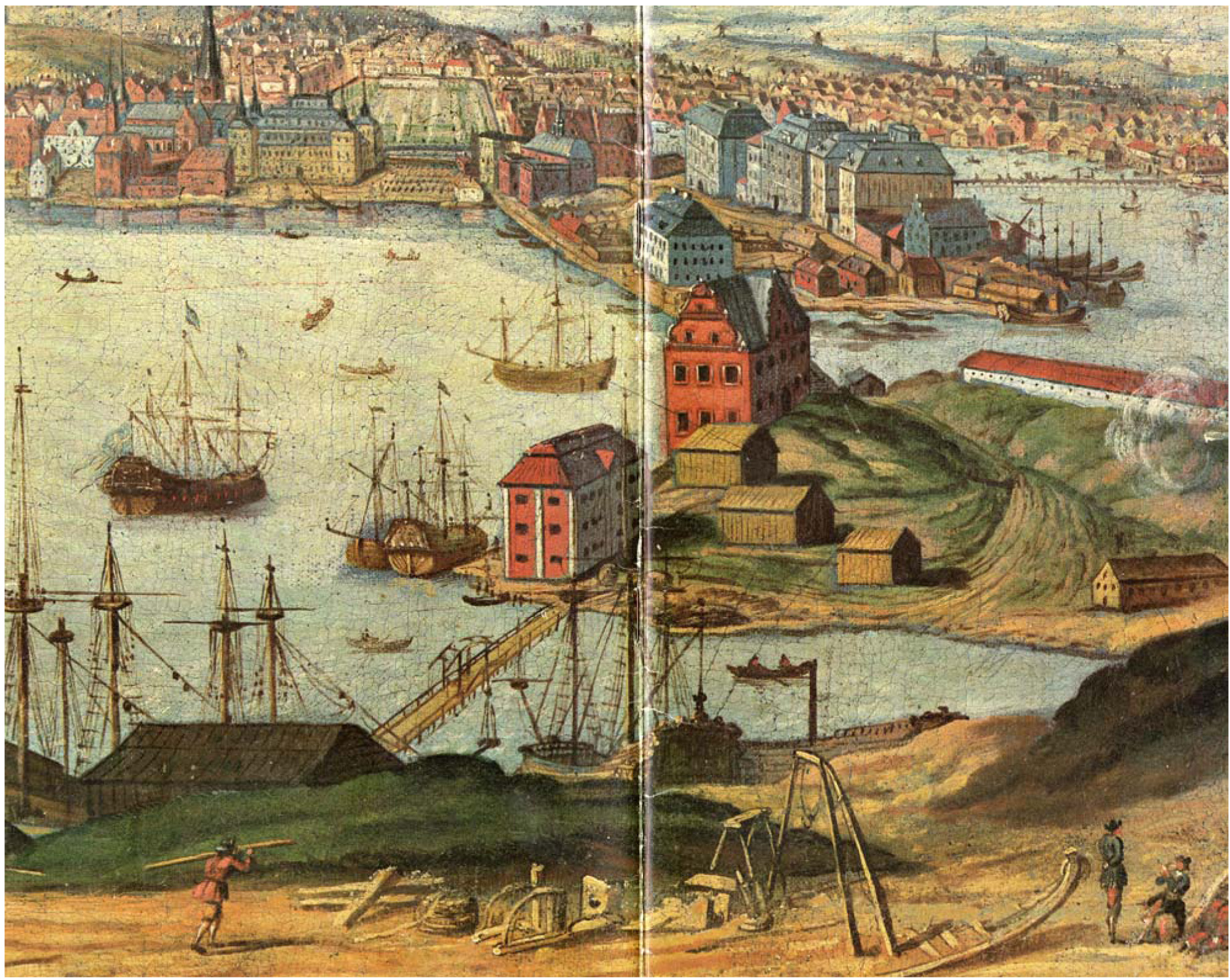
Skeppsholmen. Målning av okänd konstnär från ca 1700.

Målningen intill från sekelskiftet 1700 är delvis ett plagiat av stockholmsvyn från Kastellholmen.